# Kjær & Richter
Kjær & Richter er et dansk arkitektfirma dannet i 1967 af Werner Kjær (1924–1998) og Johan Richter (1925–1998).
Virksomheden byggede videre på Tegnestuen Richter & Gravers, som Johan Richter drev sammen med Arne Gravers.

## Byggerier
- 1959: Århus Statsgymnasium
- 1964: Grindsted Gymnasium
- 1972: Grenaa Gymnasium
- 1973: Danmarks Journalisthøjskole, Aarhus
- 1980: Frederiksværk Gymnasium
- 1982: Musikhuset Aarhus
- 1989: Næstved Storcenter
- 1991: Storcenter Nord, Aarhus
- 1992: Vejle Musikteater
- 1992: Kattegatcentret, Grenaa
- 1992: Århus Købmandsskoles gymnasieafdeling i Vejlby, Aarhus
- 1993: Kolding Storcenter
- 1997: Kulturhuset i Skanderborg
- 1997: Arkitektskolen Aarhus
- 2001: Vestsjællands Kunstmuseum, Sorø
- 2004: Hotel Jacob Gade, Vejle
- 2008: University College Vest, Esbjerg
- 2014: PLAZA Design by Utzon, Aalborg (i samarbejde med Kim Utzon).